# Mașina timpului (roman)
Mașina timpului (titlu original: The Time Machine) este un roman științifico-fantastic scris de H. G. Wells, publicat prima dată în 1895 și adaptată în cel puțin două filme omonime, două versiuni de televiziune și o serie de BD-uri. Indirect, a inspirat multe alte opere de ficțiune. Această narațiune de 32.000 de cuvinte (în original) este creditată pentru popularizarea conceputului de călătorie în timp, folosind un vehicul controlat. Termenul "mașina timpului", creat de Wells, este folosit la ora actuală pe scară largă pentru a numi un asemenea vehicul. Wells a introdus și un prim exemplu literar de "Pământ muribund".

## Istoria
Wells a mai luat în calcul călătoria în timp într-o lucrare mai veche (și mai puțin cunoscută), The Chronic Argonauts. A vrut să folosească o parte din materialul său într-o serie de articole pentru Pall Mall Gazette, până când editorul l-a rugat să scrie un roman pe această temă; Wells a acceptat imediat. Narațiunea a fost inițial serializată în numerele din ianuarie și mai ale revistei lui William Ernest Henley New Review. Prima ediție a cărții (posibil preluată dintr-un manuscris diferit) a fost publicată la New York de Henry Holt and Company pe 7 mai 1895; ediția engleză a fost publicată de Heinemann pe 29 mai, Wells primind 100£. Textele celor două ediții sunt complet diferite, fiind menționate ca "textul Holt" și "textul Heinemann". Aproape toate edițiile moderne urmează textul Heinemann. 
Narațiunea reflectă vederile politice socialiste ale lui Wells și problemele revoluției industriale, fiind influențată de teoriile lui Ray Lankester despre degenerarea socială. Alte opere science fiction din acea perioadă, inclusiv Looking Backward a lui Edward Bellamy și filmul de mai târziu Metropolis privesc teme similare.

## Intriga

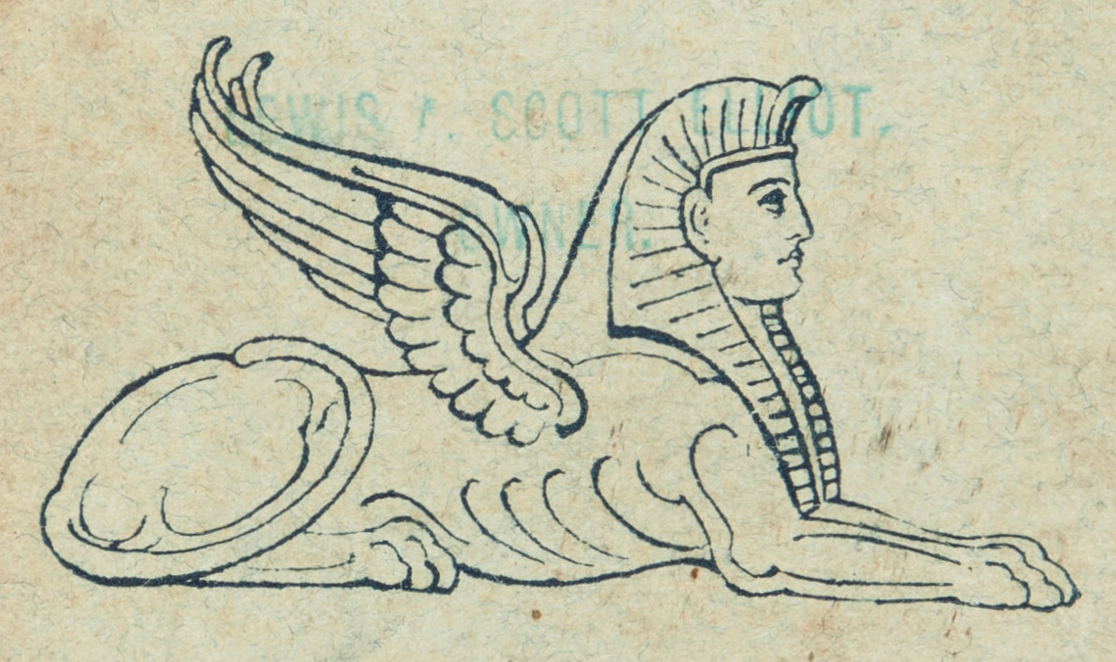
Prima pagină din Mașina Timpului de Heinemann

Protagonistul cărții este un inventator englez care trăiește în Richmond, Surrey, identificat simplu de narator ca fiind călătorul în timp. Naratorul povestește prelegerile ținute de călător musafirilor pe care îi are săptămânal la masă, conform cărora timpul este a patra dimensiune, prin care se poate călători cu ajutorul unei mașini. El dezvăluie că a construit o mașină capabilă să transporte o singură persoană și revine săptămâna următoare cu o poveste incredibilă, devenind noul narator:
Călătorul în timp testează dispozitivul cu o călătorie care îl poartă în anul 802.701 e.n., unde întâlnește o mică societate elegantă de androgini asemănători copiilor, eloii. Ei trăiesc în mici comunități aflate în clădiri futuriste, care se deteriorează, fără a lucra nimic și având o dietă fructivoră. Eforturile lui de a discuta cu ei sunt stânjenite de lipsa lor de curiozitate și disciplină, ceea ce îl duce la concluzia că sunt o pașnică societate comunistă, rezultatul cuceririi naturii cu ajutorul tehnologiei, lucru care a dus la o adaptare evolutivă în care forța și inteligența nu mai sunt avantaje pentru supraviețuire.
Revenind la locul sosirii, călătorul descoperă că mașina lipsește, descoperind că a fost dusă de un grup într-o structură cu uși grele, încuiate pe dinăuntru. Noaptea, de el se apropie amenințătorii morloci, creaturi palide asemănătoare maimuțelor care trăiesc în adâncurile întunecate, unde se află mașina lui și o întreagă industrie care face posibil paradisul de la suprafață. El își schimnă teoria, speculând că din rasa umană au evoluat două specii: conducătorii cu mult timp liber au devenit ineficienții eloi, în timp ce clasa muncitoare s-a transformat în brutalii morloci care se tem de lumină. Deducând că morlocii au luat mașina timpului, el le explorează tunelurile, aflând astfel că ei se hrănesc cu eloi. Noua analiză revizuită a călătorului este aceea că nu are de-a face cu o relație stăpân-servitor, ci cu una fermier-animale de consum, ambele specii neavând de înfruntat vreun pericol real. Ambele au pierdut inteligența și caracterul pe care l-a avut omul în vârful evoluției sale.
Între timp, o salvează pe Weena, o femeie eloi care se îneca, ignorată de semenii ei, iar între cei doi se înfiripă o relație inocentă de afecțiune care durează câteva zile. El o duce pe Weena într-o expediție către o structură îndepărtată care se dovedește a fi ruina unui muzeu, unde găsește o rezervă proaspătă de chibrituri, construindu-și o armă pe care să o folosească împotriva morlocilor, pe care va trebui să îi înfrunte pentru a-și recupera mașina. El plănuiește să o ia pe Weena înapoi în timpul său, dar lunga și obositoarea călătorie înapoi la casa Weenei îi epuizează. Când sunt atacați de morloci, Weena leșină. Călătorul scapă doar când un foc mic lăsat în urmă pentru a distrage morlocii se transformă într-un incendiu în pădure. Weena dispare în incendiu, iar morlocii sunt uciși.
Morlocii folosesc mașina timpului pe post de momeală pentru a-l prinde pe călător, fără a ști că acesta o va folosi pentru a scăpa. El călătorește în viitor, la aproape 30 de milioane de ani de timpul său, unde vede ultimele ființe ale unui Pământ muribund, creaturi roșii asemănătoare crabilor care abia se târăsc pe plaja sângerie a unei lumi acoperite de o vegetație simplă. Continuând să facă mici salturi în timp, el asistă la încetinirea mișcării de rotație a Pământului, micșorarea Soarelui și înghețarea lumii pe măsură ce ultimele creaturi degenerate mor.
Copleșit, revine în laborator la doar trei ore după ce a plecat. Întrerupând masa, el aduce ca dovadă auditoriului incredul două flori stranii pe care Weena i le-a pus în buzunar. Naratorul original preia povestea și relatează că a revenit a doua zi în casa călătorului temporal, găsindu-l pregătit pentru o nouă călătorie. Călătorul promite să revină într-o jumătate de oră, dar trei ani mai târziu, naratorul încă se întreabă ce s-o fi întâmplat cu el.

### Text eliminat
Din carte lipsește o secțiune a celui de-al 11-lea capitol al serialului publicat în New Review (mai 1895). Ea fusese scrisă la sugestia editorului lui Wells, William Ernest Henley, care a vrut ca Wells să "îi facă pe plac editorului" lungind textul, printre altele, cu ilustrarea "ultimei degenerări" a omului. "A fost o luptă" - își amintea ulterior Wells - "între scriitor și W. E. Henley, care voia, cum zicea el, să pună un pic de 'scriitură' în poveste. Dar scriitorul nu a vrut așa ceva, a eliminat interpolările lui Henley și a scris textul cum a vrut." 
Acest pasaj al narațiunii a fost publicat în altă parte ca The Grey Man.
Textul eliminat a fost publicat și de Forrest J. Ackerman într-un număr al ediției americane din Perry Rhodan.
Textul povestește un incident petrecut imediat după ce călătorul scapă de morloci. El ajunge în viitorul îndepărtat al unui Pământ de nerecunoscut, populat de ierbivore blănoase țopăitoare. Doborând una cu o piatră și examinând-o, își dă seama că este, probabil, descendentă a oamenilor/eloilor/morlocilor. Când de el se apropie o artropodă gigantică asemănătoare unui miriapod, călătorul se refugiază în ziua următoare, descoperind că acea creatură a mâncat micul umanoid.
Wells a renunțat și la o ciornă în care, la sfârșitul romanului, călătorul vizita epoca puritanismului, fiind atacat de un preot puritanist și de cavalerii lui Cromwell, lucru care îi permitea naratorului să speculeze că originea eloilor/morlocilor ar fi în diviziunea veche a poporului englez în puritaniști și cavaleri. (vezi: Nation & novel: the English novel from its origins to the present day, de Patrick Parrinder, pagina 293)

## Studii
Comentarii savante semnificative legate de Mașina timpului au început din primii ani ai deceniului al șaselea, fiind incluse inițial în diverse studii despre operele timpurii ale lui Wells (cum ar fi cel al lui Bernard Bergonzi, The Early H.G. Wells: A Study of the Scientific Romances) și despre utopii/distopii în science fiction (cum ar fi cel al lui Mark R. Hillegas The Future as Nightmare: H.G. Wells and the Anti-Utopians). O operă critică mai importantă a fost realizată în anii '70, incluzând urmărirea istoriei complexe a publicării textului, ciornele și fragmentele nepublicate. O adevărată renaștere a survenit în apropierea centenarului romanului din 1995, un rezultat notabil fiind conferința din acel an și antologia de texte academice colectate în H.G. Wells’s Perennial Time Machine: Selected Essays from the Centenary Conference, "The Time Machine: Past, Present, and Future" (University of Georgia Press, 2001). Această publicație a permis mai apoi dezvoltarea unui ghid de studiu (destinat academicienilor masteranzi sau doctoranzi), H.G. Wells's The Time Machine: A Reference Guide (Praeger, 2004). Jurnalul The Wellsian a publicat circa douăzeci de articole despre Mașina timpului, iar noul jurnal american dedicat lui H.G. Wells, The Undying Fire, a publicat trei de la lansarea sa din 2002.

## Traduceri în limba română
- 1962 - Mașina timpului, în Opere alese, volumul I: Mașina timpului, ed. Tineretului, Colecția SF, traducere Mihu Dragomir și C. Vonghizas, 462 pag.
- 1997 - Mașina timpului. Războiul lumilor, ed. Litera, 304 pag., ISBN 9975-74-056-1
- 2012 - Mașina timpului, ed. Nemira, colecția "Nautilus", traducere Mihu Dragomir și C: Vonghizas, 504 pag., ISBN 978-606-579-411-5
- 2017 - Mașina timpului - un microroman și cinci povestiri, ed. Eagle, colecția Opere Alese, traducere Mircea Opriță, 218 pag., ISBN 978-606-8315-92-8

## Adaptări pentru teatru, marele și micul ecran

### Prima adaptare
Prima adaptare vizuală a cărții a constituit-o o transmisiune live de la Alexandra Palace, realizată de BBC pe 25 ianuarie 1949, cu Russell Napier în rolul călătorului temporal și Mary Donn în rolul Weena. Nu există înregistrări ale aceste transmisii; singurele mărturii sunt reprezentate de scenariul și de câteva fotografii în alb și negru. Lectura scenariului sugerează că adaptarea a rămas fidelă cărții.

### Transmisiunile radiofoniceEscape
Antologia radiofonică a CBS, Escape, a adaptat de două ori Mașina timpului, în 1948 (cu Jeff Corey) și în 1950 (cu John Dehner). În ambele episoade s-a folosit scenariul lui Irving Ravetch. Călătorul temporal se numea Dudley și era însoțit în călătoria către anul 100.080 de către scepticul săi prieten, Fowler.

### Filmul din 1960
George Pal (care a realizat și faimoasa versiune "modernizată" din 1953 din The War of the Worlds) a filmat The Time Machine în 1960. În rolul principal se afla Rod Taylor (Păsările), alături de care mai jucau Yvette Mimieux (Weena), Alan Young (David Filby, prietenul său apropiat - și, în 1917 și 1966, fiul său James Filby), Sebastian Cabot (Dr. Hillyer), Whit Bissell (Walter Kemp) și Doris Lloyd (D-na Watchett, menajera). Călătorul temporal este numit George. Pe gravura de pe mașina construită de el scrie 'Fabricată de H. George Wells', lucru vizibil și ușor de citit oridecâteori panoul care indică data apare în film. Locația nu este detaliată mai exact decât sudul Angliei, dar se află lângă o cotitură bruscă a râului Tamisa, așa încât pare a fi tot Richmond, Surrey.
Filmul este mai aventuros decât cartea. Povestea începe cu revenirea călătorul din voiajul său, neîngrijit și în dezordine. El le povestește prietenilor săi evenimentele la care a fost martor: ororile războiului în Londra din iunie 1940 și o bombă atomică din Războiul Rece în august 1966. Călătorind în anul 802.701 e.n., el descoperă că lumea locuiește într-o mare grădină. Îi întâlnește pe eloii pacifiști și analfabeți, care vorbesc o engleză stricată și nu sunt interesați de tehnologiile trecutului. Vechii lor frați, morlocii, deși au cunoștințe tehnologice, au devenit lucrători subpământeni canibali. El trage concluzia că diviziunea omenirii a dus la mutații produse de războiul atomic - sirene anti-aeriene periodice îi fac pe Weena și mulți Eloi să se refugieze instinctiv în adăposturile subterane conduse de morloci. Călătorul temporal îi salvează, alegând un lider dintre ei. După ce evadează și aruncă lemne uscate în găurile de la suprafață pentru a alimenta focurile subpământene, ei se retrag către râu, deoarece exploziile cauzează surpări de teren. După ce își recuperează mașina, călătorul rămâne captiv împreună cu câțiva morloci, cu care e nevoit să se lupte pentru a scăpa. Bătut, reușește să revină la cina programată vinerea următoare, pe 5 ianuarie 1900.
După relatarea acestei aventuri, călătorul pornește într-o a doua călătorie, dar Filby și d-na Watchett observă că și-a luat trei cărți de pe rafturile din camera de lucru. Filby presupune că George are un plan pentru o nouă civilizație eloi. "Care sunt cele trei cărți pe care le-ai fi luat?" o întreabă Filby pe d-na Watchett, adăugând că " ... are tot timpul din lume."
Filmul a fost remarcat pentru folosirea efectelor fotografice accelerate pentru a arăta schimbările lumii din jurul călătorului temporal în timp ce accelerează prin timp. (Lucrările anterioare ale lui Pal includ animații de stop-cadre).
Treizeci și trei de ani mai târziu a fost produsă o combinație între o continuare și un documentar, Time Machine: The Journey Back, regizată de Clyde Lucas. Gazda a fost Rod Taylor, iar Bob Burns (fost producător), Gene Warren Sr. și Wah Chang au fost invitații. Michael J. Fox (care a jucat un călător temporal în trilogia Înapoi în viitor) a vorbit despre călătoria temporală în general. În a doua jumătate, scrisă de David Duncan, actorii originali ai filmului, Rod Taylor, Alan Young și Whit Bissell, și-au reluat rolurile. Călătorul temporal revine în lavoratorul său în 1916, găsindu-l pe Filby (acum ofițer în cadrul Primului Război Mondial la fel ca fiul său, James, și apropiindu-se de moartea sa care avea să survină în acel an - conform spuselor lui James din filmul original), pe care îl încurajează să i se alăture în viitorul îndepărtat - dar Filby nu e convins. (Time Machine: The Journey Back apare ca supliment pe DVD-ul filmului din 1960).

### Filmul de televiziune din 1978
O versiune de televiziune a fost realizată în 1978, cu imagini aceelerate de ziduri demolate și cu locația mutându-se din Los Angeles în Plymouth, Massachusetts și în California. A fost în general uitată, deoarece amintește de un episod al seriei NBC Fantasic Journey. John Beck joacă rolul savantului Neil Perry, iar Whit Bissell (din filmul original din 1960 și din serialul de televiziune din 1966 The Time Tunnel) apare ca unul dintre superiorii lui Perry. Neil construiește o mașină care îi va permite să meargă înainte și înapoi prin timp. Această versiune a Mașinii timpului dă tonul erei moderne, fiind similară celei din 1960 prin faptul că scaunul din mașină are un triunghi în spatele șoferului, iar luminile se rotesc pe marginile de jos ale triunghiului. Deși călătorește în viitor doar câteva mii de ani, Perry descoperă lumea eloilor și morlocilor, aflând că lumea pe care a părăsit-o va fi distrusă de altă invenție de-a sa. Morlocii sunt niște creaturi mici, gri, asemănătoare unor extratereștri, care poartă baghete luminoase ca niște mici săbii de lumină. Personajul Weena a fost jucat de Priscilla Barnes, care a devenit faimoasă ulterior cu ajutorul sitcomului Three's Company.
Mare parte a acestei versiuni este fidelă originalului, dar modifică unele dintre primele călătorii ale lui Neil, incluzând unele călătorii ciudate în trecut (călătorul temporal aproape că este ars ca vrăjitor; este închis în Vestul Sălbatic și scapă atunci când frații Younger jefuiesc banca), păstrând însă mesajul anti-război al lui Wells. Totuși, adaugă elementul apocalipsei din care rezultă în lumea eloilor și morlocilor, apocalipsă apărută în urma unui război în care s-a folosit o bombă anti-materie inventată de călător în timpul său. Versiunea lui George Pal a oferit și ea un pic din asta, dar a făcut-o cu mai multă inteligență și finețe; aici, este foarte evident și extrem de predictibil. Scenariul slab, dialogurile clișeu și regia lipsită de imaginație au dus la rateul acesteia. Dacă a realizat ceva, a fost să crească aprecierile pentru versiunea lui Pal, mai ales în ceea ce privește portretizarea eloilor. Ei par o cultură extraterestră, o altă rasă, în timp ce aici sunt doar oameni obișnuiți, blonzi și îmbrăcați cu togă. Filmul poate primi aprecieri în ceea ce privește aspectul mașinii timpului, dar chiar și aceasta nu e la fel de reușită ca aceea din versiunea lui Pal. Beck nu este nici pe aproape Rod Taylor, dar apar unele figuri familiare, cum ar fi Andrew Duggan și Whit Bissell.
Collier & Heins Financial Consultants din SLC, Utah a fost folosită pentru unele scene ale erei curente. James Collier (acum decedat) era președintele companiei, iar biroul său a fost folosit ca birou al președintelui din film (John Duggan).
Scenele cu morloci au fost filmate în Park City, Utah și la una dintre mine.

#### În alte roluri
- Andrew Duggan - Bean Worthington
- Rosemary DeCamp - Agnes
- Jack Kruschen - John Bedford
- Whit Bissell - Ralph Branly
- John Hansenas - Ariel
- R.G. Armstrong - generalul Harris,
- John Doucette - șeriful Finley
- Parley Baer - Henry Haverson

În distribuție se află și John Zaremba, (din The Time Tunnel), Peg Stewart , Bill Zuckert , Hyde Clayton, Craig Clyde Regia: Henning Schellerup Scenariul: Wallace C. Bennett, H.G. Wells (roman) Data lansării: 5 noiembrie 1978 (SUA)==

### The Fantasy Film Worlds de George Pal
Acest film, produs și regizat de Arnold Leibovit, conține o serie de elemente filmate pentru versiunea din 1960 a filmului lui George Pal.

### Drama audio din 1994
În 1994 a fost lansată pe CD de către Alien Voices o dramă audio, cu Leonard Nimoy în rolul călătorului (numit John) și John de Lancie în rolul lui David Filby. Copiii lui John de Lancie, Owen de Lancie și Keegan de Lancie, au interpretat anumite părți ale eloilor. Drama are aproximativ două ore și este mai fidelă romanului lui Wells decât filmele din 1960 și 2002.

### Filmul din 2002
Filmul din 1960 a fost refăcut în 2002, cu Guy Pearce în rolul călătorului, un profesor de inginerie mecanică numit Alexander Hartdegen, Mark Addy în rolul colegului său David Filby, Sienna Guillory în rolul logodnicei bolnave a lui Alex, Emma, Phyllida Law în rolul d-nei Watchit și Jeremy Irons în rolul conducătorului morlocilor. Alan Young, care a jucat în filmul din 1960, are o apariție episodică în rolul unui vânzător (chiar și H.G. Wells se poate spune că are o apariție episodică, sub forma fotografiei de pe peretele casei lui Alex, lângă ușa din față).
Filmul a fost regizat de stră-strănepotul lui Wells, Simon Wells, având o intrigă revizuită și idei de paradox și schimbare a trecutului. Locația se schimbă din Richmond, Surrey, până în centrul New York City, unde călătorul temporal se duce înainte în timp pentru a afla răspunsul la întrebarea sa despre 'Aplicațiile practice ale călătoriei temporale'. Întâi ajunge în New York-ul anului 2030, pentru a fi martor la o catastrofă pe orbita lunii din 2037, înainte de a merge în anul 802.701 pentru acțiunea principală. Ulterior, ajunge pentru scurt timp într-un an 635.427.810 cu nori toxici și resturi ale artefactelor morlocilor.
A primit recenzii amestecate, adunând 56 de milioane de dolari înaintea vânzărilor prin VHS/DVD. Mașina timpului a folosit un design asemănător celui din filmul lui Pal, dar era mai mare, strălucitoare și avea oglinzi rotitoare care amintesc lentilele prismatice pentru focalizarea luminii existente în faruri (în cartea lui Wells, călătorul temporal amintește 'lucrările sale științifice despre optică'). Weena nu apare; Hartdegen se îndrăgostește de o femeie eloi pe nume Mara, jucată de Samantha Mumba. În acest film, eloii folosesc tradiționala "limbă de piatră", identică englezei. Morlocii sunt mult mai barbari și mai agili, iar călătorul temporal influențează în mod direct acțiunea.

### Transmisiunea din 2009 de la BBC Radio 3
În noua dramatizare radiofonică de 100 de minute a lui Philip Osmet, regizată de Jeremy Mortimer ca parte a sezonului science fiction de la BBC Radio, Robert Glenister interpretează rolul călătorului temporal, iar William Gaunt pe cel al lui H. G. Wells. A fost prima adaptare radiofonică a romanului pentru radioul britanic și a fost lansată pe 22 februarie 2009 pe BBC Radio 3, fiind publicată ulterior pe un dublu CD audio.
Distribuția:
- Călătorul temporal - Robert Glenister
- Martha - Donnla Hughes
- Tânărul HG Wells - Gunnar Cauthery
- Filby, prieten al tânărului Wells - Stephen Critchlow
- Bennett, prieten al tânărului Wells - Chris Pavlo
- D-na Watchett, menajera călătorului - Manjeet Mann
- Weena, una dintre eloi și partenera călătorului - Jill Cardo
- În alte roluri - Robert Lonsdale, Inam Mirza și Dan Starkey

Adaptarea păstrează lipsa numelui călătorului și este o întâmplare adevărată povestită tânărului Wells de către călătorul teporal, pe care Wells o re-povestește la bătrânețe jurnalistei americane Martha în timp ce privesc focurile operațiunii the Blitz de pe sediul BBC (Broadcasting House). De asemenea, păstrează finalul eliminat din roman sub forma unei înregistrări trimise lui Wells din viitor de către călător, folosind un prototip al mașinii sale, care fuge de o creatură antropoide din anul 30 de milioane e.n. către sfârșitul universului, înainte să dispară sau să moară acolo.

### EpisodulWishbone
Mașina timpului a apărut într-un episod al spectacolului pentru copii de la PBS Wishbone, intitulat "Bark to the Future". Wishbone interpretează rolul călătorului temporal, întâlnind-o pe Weena și ducând-o într-o bibliotecă veche, unde înfruntă morlocii. Povestea paralelă îl prezintă pe proprietarul lui Wishbone, Joe, folosind calculatorul pentru a rezolva problemele în locul minții sale, amintind de cadrul intelectual care a dat naștere leneșilor eloi.

## Continuări scrise de alți autori
Romanul lui Wells a devenit o piatră de hotar pentru literatura science fiction și, în consecință, a dat naștere multor urmași. Printre operele care dezvoltă povestea lui Wells sunt incluse:
- Die Ruckkehr der Zeitmaschine (1946) de Egon Friedell a fost prima continuare directă. Povestea pune accent pe detaliile tehnice ale mașinii și pe paradoxul temporal care poate apărea în cazul vizitării trecutului.

- The Hertford Manuscript de Richard Cowper, publicat inițial în 1976. Conține un "manuscris" care relatează activitatea călătorului temporal de după terminarea poveștii orginale. Conform acestui manuscris, călătorul a dispărut deoarece mașina timpului fusese deteriorată de morloci fără știrea lui, lucru observat în momentul în care aceasta s-a defectat, lăsându-l în ziua de 27 august 1665, în Londra care tocmai ieșise din Marea Ciumă. Restul romanului se concentrează pe eforturile sale de a repara mașina, pentru a părăsi acea perioadă înainte să fie infectat. El se întâlnește cu Robert Hooke și, pe 20 septembrie 1665, moare de ciumă. Povestea prezintă o listă a posesorilor manuscrisului până în anul 1976, numindu-l pe călătorul temporal James Pensley (născut din James și Martha Pensley în 1850 și dispărut fără urmă pe 18 iunie 1894).

- The Space Machine de Christopher Priest, publicată inițial în 1976. Din cauza mișcării planetelor, stelelor și galaxiilor, pentru ca o mașină a timpului să poată rămâne în același loc al Pământului, trebuie să urmeze traiectoria planetei prin spațiu. În cartea lui Priest, eroul deteriorează mașina timpului și ajunge pe Marte, chiar înaintea invaziei descrise în Războiul lumilor. H.G. Wells apare și el într-un rol secundar.

- Morlock Night de K.W. Jeter, publicată inițial în 1979. Este un roman steampunk în care morlocii, după ce au studiat mașina călătorului, o copiază și invadează Londra victoriană.

- Time Machine II de George Pal și Joe Morhaim, publicată în 1981. Călătorul temporal George și Weena, care este însărcinată, încearcă să revină în timpul lui, dar aterizează în perioada Blitz-ului londonez, fiind omorâți în timpul unui raid aerian. Noul lor născut este salvat de un șofer american de ambulanță, fiind crescut în Statele Unite sub numele de Christopher Jones. Fiul lui James Filby îl găsește și îl aduce în Anglia pentru a-și lua în posesie moștenirea, gest prin intermediul căruia ajunge la jurnalele lui George și la planurile originale ale mașinii timpului. Construindu-și propria mașină cu ajutorul îmbunătățirilor anilor '70, își găsește părinții în viitor.

- The Man Who Loved Morlocks (1981) și The Trouble With Weena (The Truth about Weena) sunt două continuări diferite scrise de David J. Lake, prima fiind un roman, iar a doua o povestire. Fiecare dintre ele tratează revenirea călătorului temporal în viitor. În prima, el descoperă că nu mai poate intra într-o perioadă a timpului deja vizitată, fiind obligat să meargă tot mai departe în viitor, ajungând să se îndrăgostească de o femeie a cărei rasă a evoluat din rândul morlocilor. În a doua, el este însoțit de Wells și reușește să o salveze pe Weena, aducând-o în 1890, ideile ei politice ducând la o revoluție pașnică.

- Adaptarea Great Illustrated Classics publicată în 1992, adaugă încă o destinație aventurilor călătorului temporal. Înaintea revenirii în propriul timp, călătorul oprește mașina aproximativ în anul 2200 e.n. La sosire, este drogat cu serul adevărului de către un grup de oameni pe care îi întâlnește, fiind dus într-o sală de interogatoriu. Grupul știe despre existența mașinii timpului, care a fost scoasă demult în afara legii. Călătorul temporal își dă seama că a ajuns într-o societate tehnocratică și află că, la începutul secolului XXI, resursele naturale ale lumii s-au epuizat, iar aerul a fost poluat. Un grup de patru oameni de știință au format "Comitetul de Guvernare Științifică a Lumii" pentru a salva planeta de la devastarea ecologică. Toate guvernele lumii le-au înmânat puterea, ei aducând o eră de pace și longevitate. Din păcate, după o generație a izbucnit un conflict, din cauza copiilor Celor Patru Fondatori, care au încercat să păstreze pentru ei puterea, în loc de a ține alegeri. Lumea s-a împărțit între două puteri care se războiesc continuu. O alarmă care sună brusc în camera de interogatoriu anunță un atac lansat de armata inamică. În haosul care urmează, unul dintr oamenii din viitor încearcă să fure mașina timpului, dar călătorul îl lovește în cap cu o bară de oțel pe care o folosise împotriva morlocilor, revenind apoi în propriul timp.

- Corăbiile timpului de Stephen Baxter, publicată inițial în 1995. Această continuare a fost autorizată de administratorii drepturilor de autor ale lui Wells, pentru a marca centenarul publicării originale. Dorința călătorului de a reveni și de a o salva pe Weena este zădărnicită de faptul că el a schimbat istoria (povestindu-le aventura prietenilor săi, dintre care unul a publicat-o). Împreună cu un morloc (în noua narațiune morlocii sunt inteligenți și cultivați) el călătorește prin universurile paralele și, pe măsură ce complicatele linii temporale se dezvăluie în jurul lui, îi întâlnește pe descendenții omenirii din viitorul îndepărtat, a căror ambiție este să călătorească la nașterea universului și să modifice modul în care se desfășoară universurile. Continuarea include multe legături cu perioada anterioară istorisirii lui Wells, în numele personajelor și al capitolelor.

- Povestirea lui Robert J. Sawyer din 2003, "On the Surface", începe cu un citat din originalul lui Wells: "Am bănuit că morlocii au dezmembrat-o parțial [mașina timpului], încercând în felul lor limitat să îi înțeleagă scopul". În povestea lui Sawyer, morlocii au construit o flotă de mașini ale timpului pe care le folosesc pentru a cuceri același viitor îndepărtat descris de Wells la sfârșitul originalului, un viitor în care, din cauza faptului că soarele s-a micșorat și a devenit roșu, nu mai sunt orbiți de lumina lui și pot deveni stăpânii suprafeței pământului.

- Burt Libe a scris două continuări: Beyond the Time Machine (2005) și Tangles in Time (2005), povestind despre așezarea călătorului temporal alături de Weena în secolul XXXIII. Ei au câțiva copii, cel mai tânări fiind personajul principal al celei de-a doua cărți.

- În 2006, Monsterwax Trading Cards a combinat Mașina timpului cu alte două romane ale lui Wells, Insula doctorului Moreau și Războiul lumilor. Rezultatul, o trilogie de Ricardo Garijo, a fost intitulat The Art of H. G. Wells.[9] Narațiunea continuă leagă cele trei istorisiri prin intermediul unui scriitor fără nume menționat în prima dintre cărțile lui Wells, a nepotului lui Ed Prendick (naratorul Doctorului Moreau) și a altui scriitor nenumit (narator) din Războiul lumilor.

- Nuveleta lui David Haden, The Time Machine: a sequel (2010), este o continuare directă, preluând acțiunea de unde a lăsat-o oroginalul. Călătorul temporal pleacă înapoi pentru a o salva pe Weena, dar eloii sunt mai simpli decât în prima relatare, iar călătoria temporală mai complicată.

## BD-uri
Classics Illustrated a reprezentat prima adaptare BD a Mașinii timpului, apărută în SUA în iulie 1956. A fost urmată de ediția franțuzească Classiques Illustres în decembrie 1957, cea australiană, Classics Illustrated, în 1957 și cea finlandeză, Kuvitettuja Klassikkoja, în noiembrie 1957. Au mai existat și o ediție grecească în 1976, una suedeză în 1987, una germană în 1992 și 2001 și o retipărire canadiană a ediției englezești, în 2008 . În 1979 Marvel Comics a publicat o nouă ediție a Mașinii timpului, ca Nr.2 al seriei Marvel Classic Comics, cu ilustrațiile foarte apreciate ale lui Alex Nino. Începând din aprilie 1990 Eternity Comics a publicat o adaptare a Mașinii timpului în trei numere, textul fiind realizat de Bill Spangler, iar ilustrațiile de John Ross. Această adaptare a apărut și sub forma unui roman grafic în 1991.

## Călătorul temporal
Deși în romanul original nu apare nicăieri numele călătorului temporal, alte surse i-l prezintă.
O teorie populară, încurajată de filmul Time After Time și de un anumit episod al serialului Lois and Clark: The New Adventures of Superman, este aceea că însuși H. G. Wells este călătorul. În ecranizarea din 1960 a lui George Pal, numele călătorului este George (al doilea prenume al lui H. G. Wells). Cu ajutorul clarității imaginii de pe DVD, pe panoul de control al dispozitivului se poate citi 'H. George. Wells', lucru care sugerează audienței că personajul este însuși Wells.
În remake-ul realizat în 2002 de Simon Wells, călătorul temporal se numește Alexander Hartdegen.
În Corăbiile timpuluis, continuarea scrisă de Stephen Baxter, călătorul temporal își întâlnește propria persoană, mai tânără, pe care o poreclește 'Moses' (Moise). Eu-l mai tânăr pare rușinat de acest lucru. 
"Am ridicat mâna; aveam o inspirație. "Nu. Voi folosi - dacă îmi dai voie -Moses." A luat o înghițitură mare din brandy-ul său și s-a uitat lung la mine, cu o furie fățișă în ochii gri. "De unde știi despre asta?" Moses - primul meu nume, pe care l-am urât, din cauza căruia am fost mereu tachinat la școală și pe care l-am păstrat secret de când am plecat de acasă!" 
Aceasta este o referire directă la opera lui Wells "The Chronic Argonauts", cea care a fost ulterior dezvoltată în Mașina timpului, în care inventatorul mașinii este numit Dr. Moses Nebogipfel.
The Hartford Manuscript, altă continuare a Mașinii timpului, îl numește pe călător Robert James Pensley.
Doc Savage: His Apocalyptic Life de Philip José Farmer îl numește pe călătorul temporal Bruce Clarke Wildman.
Seria BD The Rook îl numește pe călătorul temporal Adam Dane.
În episodul din seria BD Doctor Who, "The Eternal Present", se sugerează că personajul Theophilus Tolliver este călătorul temporal din romanul lui Wells.
În alt episod din Doctor Who, "Timelash", apare și Wells. Lucrurile sunt prezentate ca și cum evenimentele acelei acțiuni l-ar fi inspirat pe Wells să scrie Mașina timpului.